# Harold Huber
Harold Huber est un acteur américain, né le 5 décembre 1904 à New York - quartier du Bronx -, et mort dans cette ville le 29 septembre 1959.

## Filmographie partielle
- 1932 : Frisco Jenny de William A. Wellman
- 1933 : Rose de minuit (Midnight Mary) de William A. Wellman
- 1933 : Le Parachutiste (Parachute Jumper) d'Alfred E. Green
- 1933 : Ladies They Talk About ou Women in Prison de Howard Bretherton et William Keighley
- 1933 : La Vie de Jimmy Dolan (The Life of Jimmy Dolan) d'Archie Mayo
- 1933 : Mary Stevens, M.D. de Lloyd Bacon
- 1934 : C'était son homme (He Was her Man) de Lloyd Bacon
- 1934 : L'Introuvable (The Thin Man) de W. S. Van Dyke
- 1934 : The Defense Rests, de Lambert Hillyer
- 1935 : La Fugue de Mariette (Naughty Marietta) de Robert Z. Leonard et W. S. Van Dyke
- 1935 : Poursuite (Pursuit), d'Edwin L. Marin
- 1936 : San Francisco de W. S. Van Dyke
- 1936 : Au seuil de la vie (The Devil is a Sissy) de W.S. Van Dyke et Rowland Brown
- 1936 : Le Joyeux Bandit (The Gay Desperado) de Rouben Mamoulian
- 1936 : Annie du Klondike (Klondike Annie) de Raoul Walsh
- 1937 : Visages d'Orient ou La Terre chinoise (The Good Earth) de Sidney Franklin
- 1937 : Aventure en Espagne (Love Under Fire) de George Marshall
- 1937 : Angel's Holiday de James Tinling
- 1937 : Charlie Chan à Broadway (Charlie Chan on Broadway) d'Eugene Forde : inspecteur Nelson
- 1937 : Trouble in Morocco d'Ernest B. Schoedsack
- 1937 : Outlaws of the Orient d'Ernest B. Schoedsack
- 1937 : Charlie Chan at Monte Carlo d'Eugene Forde : inspecteur Jules Joubert
- 1938 : Monsieur Moto sur le ring (Mr. Moto's Gamble) de James Tinling
- 1938 : Les Aventures de Marco Polo (The Adventures of Marco Polo) d'Archie Mayo
- 1938 : M. Moto dans les bas-fonds (Mysterious Mr. Moto) de Norman Foster
- 1938 : Passport Husband de James Tinling
- 1938 : La Loi de la pègre (Gangs of New York) de James Cruze
- 1939 : 6000 Enemies, de George B. Seitz
- 1939 : Chasing Danger de Ricardo Cortez
- 1940 : Kit Carson de George B. Seitz
- 1940 : The Ghost Comes Home de Wilhelm Thiele
- 1942 : Lady from Chungking de William Nigh
- 1950 : Maman est à la page (Let's Dance) de Norman Z. McLeod